# Tricolia algoidea
Tricolia algoidea là một loài ốc biển, là động vật thân mềm chân bụng sống ở biển thuộc họ Phasianellidae.